# Ivanivka, Kaharlîk
Ivanivka (în ucraineană Іванівка) este un sat în comuna Horohuvatka din raionul Kaharlîk, regiunea Kiev, Ucraina.

## Demografie
Componența lingvistică a localității Ivanivka
     Ucraineană (98,79%)
     Alte limbi (1,21%)
Conform recensământului din 2001, majoritatea populației localității Ivanivka era vorbitoare de ucraineană (98,79%), existând în minoritate și vorbitori de alte limbi.